# Предсказания Мишеля Нострадамуса
«Предсказа́ния Мишеля Нострада́муса» (фр. Prophéties de Nostradamus) — самый известный труд Нострадамуса; сборник стихов-четверостиший, объединённых в 10 центурий («столетий») по 100 катренов в каждой. За прошедшие века центурии были переведены на десятки мировых языков.

## Издания
Первое издание напечатано в мае 1555 года в Лионе издателем Масе́ Боно́мом (Macé Bonhomme). В первое издание вошли три полных центурии и 53 катрена (всего 353). Книга начинается с предисловия-послания сыну Сезару, за которым следуют сами центурии.
Второе издание вышло в том же 1555 году и имело незначительные отличия по структуре от первого.
Третье издание вышло в 1557 году также в Лионе, издатель Дю-Рон (Du Rosne). В него вошёл в полном составе текст предыдущего издания и был дополнен ещё тремя центуриями. В целом, объём издания Дю-Рона составил 6 полных центурий и 42 катрена.
Четвёртое издание было опубликовано через два года после смерти предсказателя в 1568 году. В нём впервые появился полный текст всех 10 центурий. Также в этом издании впервые появилось второе предисловие Нострадамуса (Послание королю Генриху). Но катрены 55—100 седьмой центурии так и не были дополнены.
В последующие годы вышли и другие издания «Центурий». В их числе были включавшие не 10, а целых 12 центурий (неполных, якобы случайно найденных). Специалисты до сих пор спорят о том, можно ли включать в канонический текст центурий эти две. Сам Нострадамус нигде прямо не указывал на точное количество центурий.

## Примеры катренов с интерпретациями

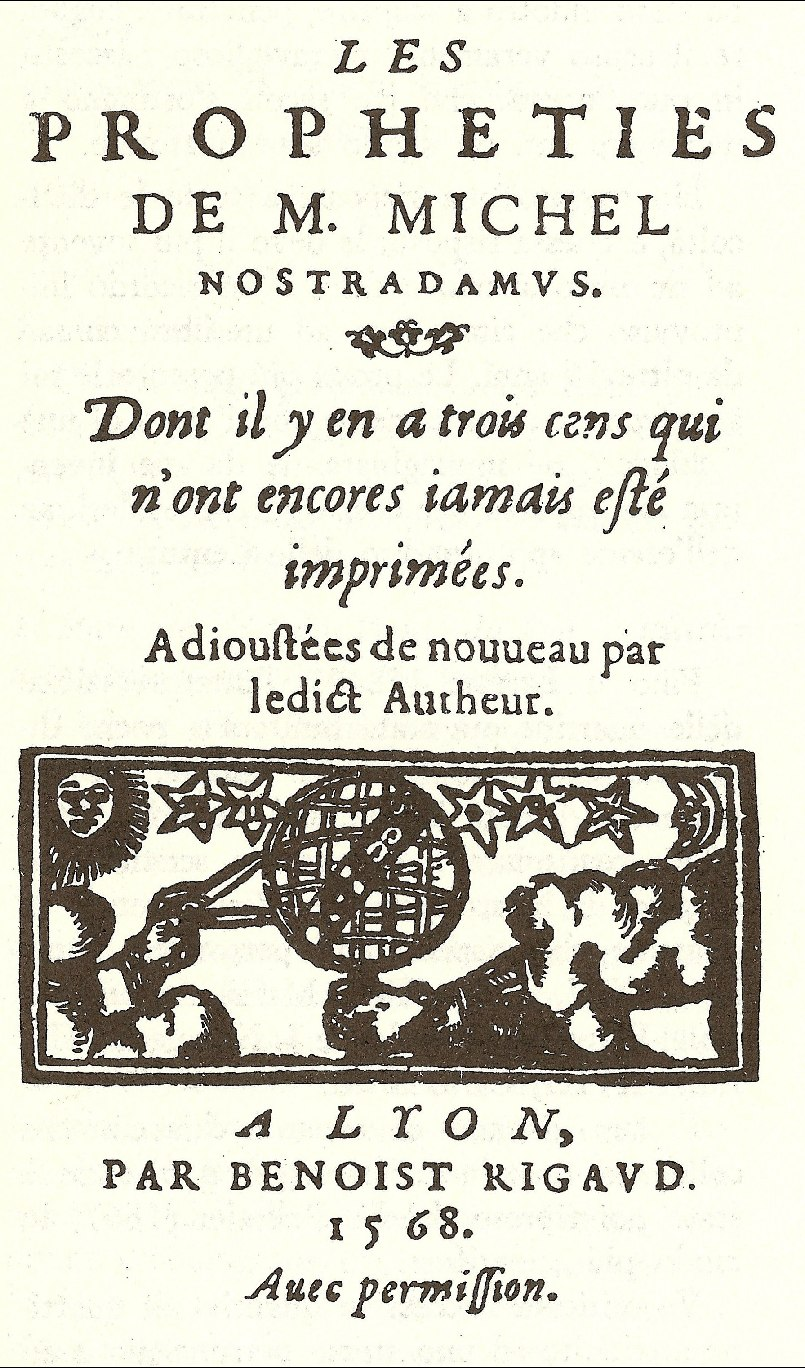
Титульная страница издания 1568 года

### «Год 1999, семь месяцев» (X-72)
Устойчивая интерпретация катрена X-72, где указан год события:

L’an mil neuf cens nonante neuf sept mois,

Du ciel viendra vn grand Roy d’effrayeur:

Resusciter le grand Roy d’Angolmois,

Auant apres Mars regner par bonheur.

Этот катрен обычно переводится так:

В 1999 году, через семь месяцев

С неба придет великий король ужаса,

Чтобы воскресить великого короля Ангулемского

До и после Марс будет царствовать счастливо.

Существует мнение, что в данном катрене Нострадамус указывает на солнечное затмение 11 августа 1999 года. Тем не менее, подобная интерпретация у многих исследователей творчества Нострадамуса вызывает сомнение.
Так, П. Брендамур по этому поводу высказывался насчёт такого подхода следующим образом: «Я не смог найти астрономический источник, использованный Нострадамусом». Российский историк А. А. Пензенский отмечал, что точных таблиц затмений на 450 лет вперёд в XVI веке не существовало.
Пензенский предлагает считать, что астролог и не писал в этом катрене о затмении Солнца, просто в издание вкралась опечатка при наборе, и вторая строка: «Du ciel viendra vn grand Roy d’effrayeur» должна была выглядеть так: «Du ciel viendra vn grand Roy defrayeur». Тогда «Король ужаса» превращается в «Короля-искупителя», который воскрешает, по предположению А. Пензенского, Франциска I (12 сентября 1494 — 31 марта 1547). Тем не менее, Пензенский не пробует объяснить, каким же образом и следуя какому именно расчёту появился 1999 год.

### «… В свете Луны исчез Нептун» (IV-33)
Катрен IV, 33:

Iupiter ioint plus Venus qu’a la Lune,

Apparoissant de plenitude blanche:

Venus cachee sous la blancheur 'Neptune',

De Mars frappee par la grande branche.

Некоторые авторы в XX веке рассматривали данный катрен как прямое указание на расположение планет во время открытия новой планеты Нептун. Один из вариантов его перевода:

Юпитер связан с Венерой больше, чем с Луной,

Явившейся во всём своём блеске.

Венера спрятана под белизной Нептуна,

Поражаемый тяжёлым копьём Марса.

Существует «химическая» трактовка этого катрена, согласно которой в нём зашифрована «реакция» металлов, соответствующих планетам. При этом под Нептуном следует понимать воду. А. А. Пензенский поддерживает эту трактовку, только заменяет воду на бронзу — сплав меди (Венера) и олова (Юпитер) с добавлением серебра (Луна). Весь катрен, по мнению историка, поэтически-шутливо рисует создание колокола.

### «… С четырёх сторон придут поклониться ему» (X-71)
Катрен X, 71 (о рождении «Французского Геркулеса»):

La terre & l’air geleront si grand eau,

Lors qu’on viendra pour ieudy venerer :

Ce qui sera iamais ne feut si beau,

Des quatre parts le viendront honorer.

Перевод А. А. Пензенского:

На земле и в воздухе будет столько замёрзшей воды,

когда придут в четверг воздать почести.

Тот, кто это совершит, никогда не был столь прекрасным (не было столь прекрасного).

С четырёх сторон придут поклониться ему.

Впервые «французский Геркулес» появляется в «Послании к Генриху II» и почти всеми исследователями отождествляется с героем катрена X-71. Значение, которое придаёт рождению этого чудо-ребёнка Нострадамус, подчёркивается четвёртой строкой этого катрена («С четырёх сторон придут поклониться ему»), проводя здесь явную параллель с Христом. Одновременно эта строка отражает известное увлечение Нострадамуса египетским эзотерическим наследием. При интронизации нового фараона как Гора — сына Осириса, с четырёх сторон приходили поклониться ему. И должен этот будущий спаситель Европы родиться, согласно «Эпистоле» («Послание Генриху II»), в месте пересечения нулевого меридиана и 48 широты.
Среди европейских астрологов в конце XX века был распространён расчёт В. Кастранеки даты и места этого рождения на 21 января 1981 года в городе Ле-Ман, во время соединения Юпитера с Сатурном в 9° знака Весов.